# Tunbridge Wells (borough)
Tunbridge Wells est un district non-métropolitain  et un Borough situé dans le Comté du Kent, en Angleterre. Il prend son nom de sa ville principale, Royal Tunbridge Wells.

## Liste des 15 paroisses constituant le district

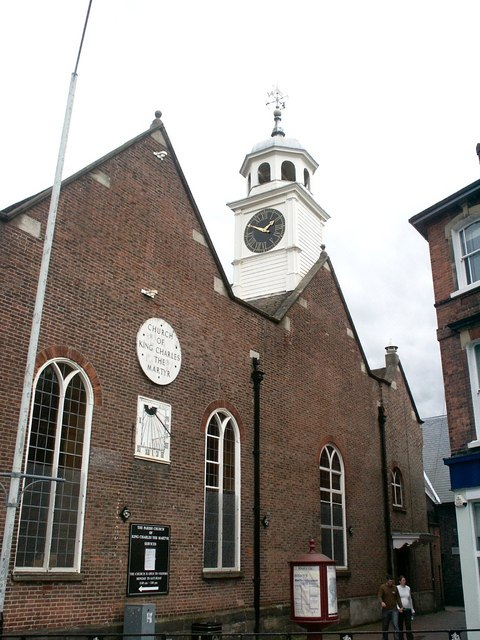
Église King Charles the Martyr de Tunbridge Wells, dédiée au roi Charles Ier, exécuté par le Parlement, avant d'être érigé en martyr chrétien, à la suite de la publication de lEikon Basilike.

- Benenden
- Bidborough
- Brenchley
- Capel
- Cranbrook
- Frittenden
- Goudhurst
- Hawkhurst
- Horsmonden
- Lamberhurst
- Paddock Wood (ville)
- Pembury
- Sandhurst
- Southborough (ville)
- Speldhurst

## Histoire

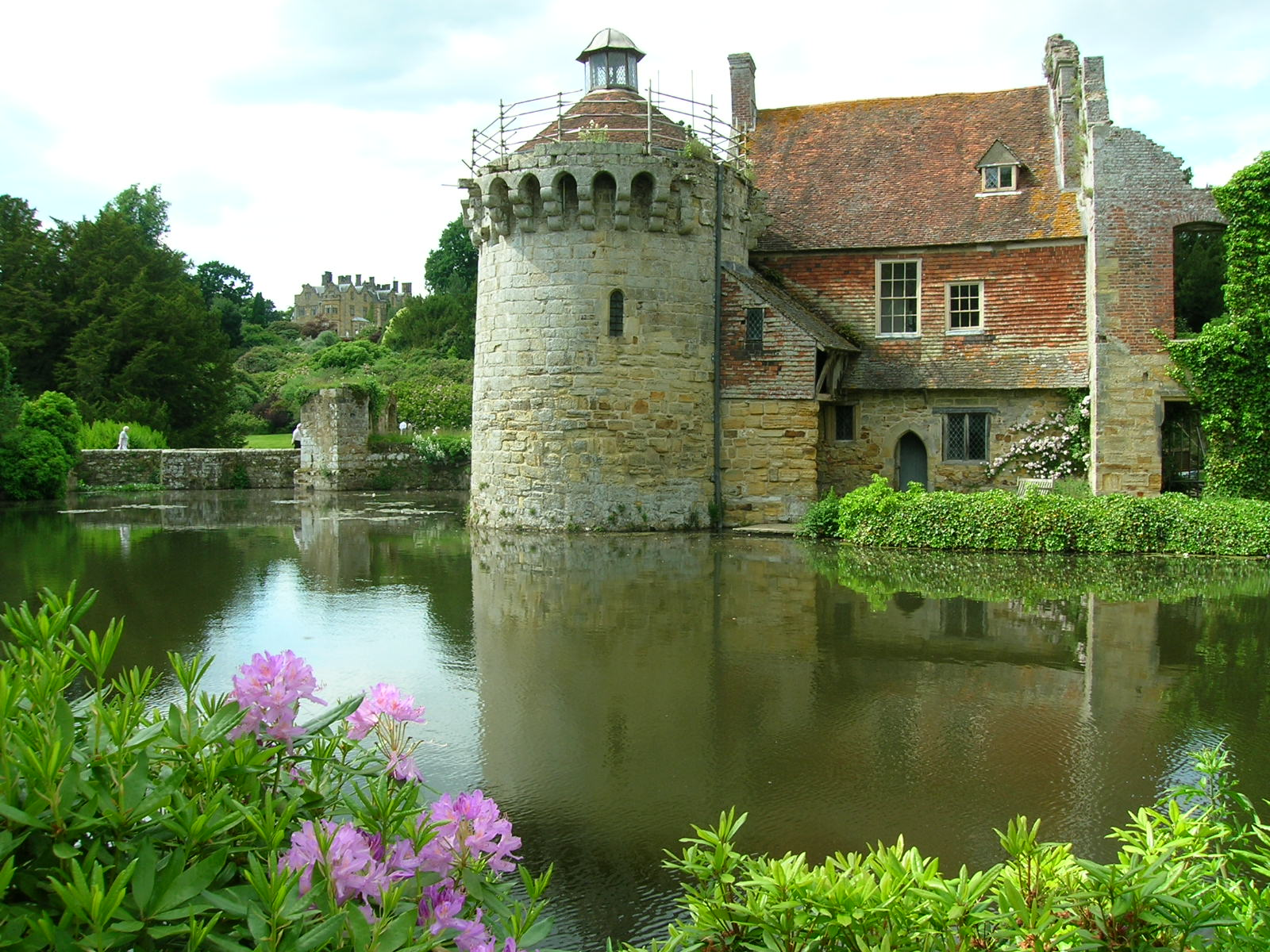
Scotney castle, Lamberhurst

Le paysagiste William Sawrey Gilpin (1761/62 - 4 avril 1843) a travaillé au Château de Scotney de Lamberhurst.